# Bílý zámek
Bílý zámek (německy Das weisse schloss nebo Das Wüste schloss dnes známý i jako Mariánská skála) je rulový asi 15 metrů vysoký skalní útvar a zaniklá tvrz v Orlických horách.

## Poloha
Skalní útvar se nachází asi 0,5 km východně od obce Mladkov v místě, kde se Tichá Orlice prolamuje hlavním hřebenem Orlických hor. Tyčí se na pravém břehu v těsné blízkosti železniční trati Ústí nad Orlicí – Lichkov a nezpevněné cesty vedoucí z Mladkova do Lichkova, která je sledována zeleně značenou turistickou trasou 4298 a bíle značenou cyklotrasou 4077.

## Panna Maria pod skalou
Zpod skalního útvaru vyvěrá upravený pramen věnovaný panně Marii, na což upomíná vedle stojící sloup. Slabý potok teče přes cestu, podtéká železniční trať a po pouhých několika metrech života se zprava vlévá do Tiché Orlice.

## Mladkovská tvrz
V roce 1513 zastavil Jan Žampach z Potštejna hrad Žampach a polovinu svého panství Janu Burianovi Trčkovi z Lípy a neměl kde bydlet. Usídlil se v Mladkově, kde si na skalním útvaru východně od obce zbudoval nevelkou tvrz, či spíše parkánem opevněný srub. V roce 1516 však Jan Žampach zastavil bratrům Mikulášovi a Otovi z Bubna i Mladkov s tvrzí a srub zpustnul a již nikdy nebyl obnoven. Dnes po srubu nejsou stopy, pouze terénní nerovnost severně od skály by mohla být bývalým příkopem.

## Horolezectví
Skalní útvar Bílý zámek je v současné době využíván horolezci. Je na něm vytyčeno a upraveno několik výstupových tras.